# Balázs Farkas
Balázs Farkas (Nyíregyháza, 24 aprile 1988) è un ex calciatore ungherese, di ruolo attaccante.

## Carriera

### Club
Durante la sua carriera ha giocato con varie squadre di club, tra cui il Debrecen.

### Nazionale
Conta 3 presenze con la Nazionale ungherese.

## Palmarès
- Campionato ucraino: 1

Dinamo Kiev: 2006-2007
- Coppe d'Ucraina: 1

Dinamo Kiev: 2006-2007
- Supercoppe d'Ucraina: 1

Dinamo Kiev: 2007
- Campionati ungheresi: 1

Debrecen: 2011-2012
- Coppe d'Ungheria: 1

Debrecen: 2011-2012